# Ebba Åkerström
Ebba Elisabet Åkerström, född 26 september 1895 i Kville, Bohuslän, död 4 december 1972 i Skara, var en svensk seminarielärare, målare och tecknare.
Hon var dotter till sjökaptenen CH Bruce och Helmina Norlén och från 1921 gift med seminarieläraren Erik Einar Åkerström. Hon avlade folkskollärarexamen 1917 och studerade därefter konst vid Statens håndverks- og kunstindustriskole i Oslo 1946 och vid Gerlesborgsskolan i Bohuslän 1946–1950 och 1957–1959 med Vera Nilsson, Per Lindekrantz och Arne Isacsson som lärare. separat ställde hon ut i Skara och hon medverkade i samlingsutställningar på Göteborgs konsthall och Skarasalongerna i Skövde, Lidköping och Falköping. Hennes konst består av landskapsmålningar.  